# Types architecturaux d'églises russes
Le présent article reprend les types architecturaux d'églises russes du XIe siècle au XVIIIe siècle.
La structure des églises russes a varié au cours des siècles notamment suivant le nombre de piliers qui les soutiennent, suivant la forme de leurs toitures, la forme des façades ou encore la forme des différents volumes dont elles sont composées.  
| Type                                                        | Caracteristiques | Lieu et époque | Exemples                                        | Légendes |
| ----------------------------------------------------------- | --- | --- | ----------------------------------------------- | --- |
| Églises soutenues par des piliers                           | | |                                                 | |
| Églises comptant plus de six piliers                        | Huit ou dix piliers soutiennent l'édifice cruciforme et son toit à un, trois ou cinq dômes | Les grandes églises de la Rus' de Kiev au XIe siècle                                                                           |                                                 | Cathédrale Sainte-Sophie de Novgorod                                                                                              |
| Églises à six piliers                                       | De forme octogonale, dominées par un, trois ou cinq dômes supportés par des piliers de forme ronde. Les baies en façade sont séparées par trois pilastres du côté nord et sud.                                                                                              | Toutes les grandes cathédrales depuis le XIe siècle jusqu'au XVIIIe siècle                                                     | Cathédrale de la Dormition du Kremlin de Rostov | à gauche: Église Saint-Georges (monastère de Iouriev) à droite : Cathédrale de la Dormition (Rostov)                              |
| Églises à quatre piliers                                    | Des piliers ronds soutiennent le toit surmonté d'un, trois ou cinq dômes. Chaque façade est séparée en trois par des pilastres. | Structure la plus fréquente du XIe siècle jusqu'au XVIIIe siècle                                                               | \|                                              | à gauche : Église de la Transfiguration-du-Sauveur-sur-Néréditsa à droite : Église de l'Intercession-de-la-Vierge sur la Nerl     |
| Églises à deux piliers                                      | Piliers de forme octogonale ou ronde supportant le toit surmonté d'un, trois ou cinq dômes. Il n'y a pas de correspondance entre les baies intérieures et la disposition des éléments de la façade.                                                                         | Cathédrales et églises dans des villes de province du XIe siècle au XVIIIe siècle                                              |                                                 | Église Mikhaïl Archange à Arkhangelskoïe, oblast de Moscou                                                                        |
| Évolution des églises à quatre piliers                      | | |                                                 | |
| Églises à pignons                                           | Soit des façades avec des pignons pointus ou en forme de trèfle, ou de pétoncle sous le dôme. | Novgorod et Pskov, du XIIe siècle au XVIe siècle                                                                               |                                                 | à gauche : Église de la Transfiguration-du-Sauveur-sur-Iline à droite : Monastère de Peryn                                        |
| Églises tours                                               | Les pignons semi-circulaires ou à pointes (zakomar) qui s'élèvent jusqu'à la base du tambour sous le dôme créent une poussée verticale qui est renforcée par la forme conique des pilastres et la disposition verticale des absides, porches et chapelles.                  | Polotsk, Smolensk, Tchernihiv, fin du XIIe siècle, début du XIIIe siècle ; à Vladimir Souzdal et Moscou à partir du XVe siècle |                                                 | à gauche : Église Sainte-Parascève à Tchernihiv à droite : Cathédrale du Sauveur du monastère Andronikov                          |
| Église sous les cloches                                     | L'église est surmontée d'un clocher-tour, de plusieurs rangées de kokochniks servant de transition entre les deux éléments. | Moscou, XVe siècle et XVIe siècle                                                                                              |                                                 | à gauche : Église sous les cloches à droite : Sloboda d'Alexandrov (Église de la Résurrection)                                    |
| Églises à chatior                                           | | |                                                 | |
| Églises à piliers et chatior                                | Le bâtiment de l'église est recouvert d'un chatior, toit conique en forme de tente. | Dans toute la Russie de 1530 à 1650                                                                                            |                                                 | à gauche : Église de l'Ascension de Kolomenskoïe à droite : Église de l'Intercession de Notre-Dame à Medvedskovo                  |
| Églises à chapelles multiples                               | Ce sont des églises votives composées de différentes chapelles reliées entre elles et recouvertes d'un chatior ou de bulbes | Moscou et Staritsa, milieu du XVIe siècle ; très rares.                                                                        |                                                 | à gauche : Église Saint-Jean-le-Baptiste à Kolomenskoïe à droite : Cathédrale Saint-Basile-le-Bienheureux de Moscou               |
| Églises à chatior et clocher à bulbe                        | Les églises ont deux ou plusieurs dômes en forme de tours effilées. | Dans toute la Russie de 1620 à 1650.                                                                                           |                                                 | Église de la Nativité-de-la-Vierge de Poutinki à Moscou                                                                           |
| Mélange de clochers à bulbe en forme d'oignon et de chatior | Églises anciennes à quatre piliers sur une base élevée garnie de cinq dômes-oignons et entourées d'une galerie menant à diverses chapelles, porches, et beffrois de différentes formes et tailles.                                                                          | Iaroslavl et Haute-Volga, 1640 à 1680                                                                                          |                                                 | à gauche : Église de la Résurrection (Kostroma) à droite : Église du Prophète Élie de Iaroslavl                                   |
| Églises sans piliers                                        | | |                                                 | |
| Pskov églises paroissiales                                  | De petites églises à un seul dôme et dont le pignon est sans ornements. Une galerie fermée mène souvent à un porche et un simple beffroi. | Pskov, XIVe siècle au XVIIe siècle                                                                                             |                                                 | Église Saint-Georges-sur-la-butte à Pskov                                                                                         |
| Églises de style Godounov                                   | Une église à base cubique sans piliers, coiffée d'une pyramide formée de kokochniks jusqu'à une coupole unique au sommet | Moscou, de 1590 à 1640 |                                                 | Cathédrale Notre-Dame-de-Kazan de Moscou                                                                                          |
| Églises-navires églises paroissiales                        | Une église en forme de cube, habituellement à cinq coupoles et sans piliers mais avec des kokochniks disposés en pyramides. Elle est reliée par une galerie, au trapeznaïa au narthex jusqu'à la tour-clocher coiffée d'un chatior (la proue) du côté du porche occidental. | Moscou, depuis 1650 et province.                                                                                               |                                                 | à gauche : Église Saint-Nicolas-des-Tisserands à droite : Église Prince-Dimitri-sur-le-Sang-Versé                                 |
| Églises de forme ronde                                      | | |                                                 | |
| Églises rotondes                                            | Les églises sont de forme circulaire, semi-circulaire ou elliptique. | Exemples rares du XIIe siècle au XVIIe siècle.                                                                                 | New Jerusalem belfry                            | à gauche : Monastère Saint-Pierre-le-Haut à droite : Coupole de l'église de la Résurrection du Monastère de la Nouvelle Jérusalem |
| Églises-clocher de forme octogonale                         | Une église cubique à sa base entourée de plusieurs chapelles et surmontée d'une succession de volumes octogonaux de plus en plus petits avec au sommet un beffroi. | Moscou et Oblast de Moscou ; de 1680 à 1710 (voir Baroque Narichkine)                                                          |                                                 | à gauche : Église de l'icône Notre-Dame du Signe à la cour Cheremetevo à droite : Église de l'Intercession-de-la-Vierge (Fili)    |
| Églises octogones sur un cube                               | L'octogone sur un cube : l'aspect de l'église se transforme en une tour décorée qui ne ressemble plus à la tradition byzantine (voir Tour Menchikov) | Moscou et région de Moscou ; de 1690 à 1720                                                                                    | Menshikov tower (1)                             | à gauche : Tour Menchikov à droite : Église de l'Incarnation de Doubrovitsy                                                       |